# Abel Posse
Abel Posse (n. 7 ianuarie 1934, Córdoba, Argentina, Provincia Córdoba, Argentina – d. 14 aprilie 2023, Buenos Aires, Argentina) a fost un scriitor argentinian. A studiat politologia și literatura și a avut o strălucită carieră diplomatică.

## Romane
- Los bogavantes, 1970
- La boca del tigre, 1971
- Daimón, 1978
- Momento de morir, 1979
- Los perros del Paraíso, 1983
- Los demonios ocultos, 1987
- El viajero de Agartha, 1989
- La reina del Plata, 1988
- El largo atardecer del caminante, 1992
- La pasión según Eva, 1994
- Los cuadernos de Praga, 1998
- El inquietante día de la vida, 2001

## Eseuri
- Biblioteca esencial, 1991
- Argentina: el gran viraje, 2000
- De la enfermedad colectiva al renacimiento, 2003

## Premii
- Premiul Național de Literatură din Argentina, 1971 - pentru La boca del tigre
- Premiul Rómulo Gallegos, 1987 - pentru Los perros del Paraíso (Câinii Paradisului)
- Premiul Internațional Diana din Mexic, 1989 - pentru El viajero de Agartha
- Premiul pentru Literatură al Academiei Argentiniene, 2002 - pentru  El inquietante día de la vida

## Romane apărute în limba română
- Câinii Paradisului, Editura Nemira, 2005
- Demonul, Editura Nemira, 2008